# Transluzenz
Transluzenz (von lateinisch trans ‚hindurch‘ und lux ‚Licht‘) ist die partielle Lichtdurchlässigkeit eines Körpers.
Wachs, die menschliche Haut, Blätter und viele andere Stoffe sind transluzent, da sie Licht teilweise durchlassen, aber nicht transparent (= bild- oder blickdurchlässig bzw. durchsichtig) sind (siehe Volumenstreuung).
Der Begriff Transluzenz und das Adjektiv transluzent sind in der deutschen Alltagssprache nicht geläufig, so dass die Phänomene der partiellen und der „vollständigen“ Lichtdurchlässigkeit üblicherweise nicht unterschieden werden; stattdessen wird für beide das Fremdwort „Transparenz“ („transparent“) verwendet. Häufig wird transluzentes Material auch als „halbtransparent“ bezeichnet. Die romanischen Sprachen sind genauer, da direkt an der etymologischen Quelle (etwa französisch transparence und translucidité), während das Englische beide Fremdwörter integrierte (englisch transparency und translucency).
Die reziproke (wechselseitige) Eigenschaft zur Transluzenz ist die Opazität (Lichtundurchlässigkeit): besitzt ein Stoff eine hohe Transluzenz, so hat er eine geringe Opazität, und umgekehrt.
Obwohl er den Terminus Transluzenz nicht benutzte (und stattdessen „Transparenz“ schrieb), hat der Maler und Fachbuchautor Egon von Vietinghoff die Bedeutung des Phänomens im Bereich der Malerei für die mehrschichtige Öl-Harz-Mischtechnik – eine spezifisch europäische Kulturleistung – nach vielen Jahrzehnten der Missachtung wiederentdeckt. Die Summe seines systematischen Erforschens und 35 Jahre langen Experimentierens ist in seinem Handbuch zur Technik der Malerei gesammelt, in dem er unter anderem – erstmals aus der Sicht eines schaffenden Künstlers – diese vierte Eigenschaft von Farben definierte.